# استانیسواوا اینجل-انگلوونا
استانیسواوا اِینجل-اِنگلوونا (لهستانی: Stanisława Angel-Engelówna؛ ۲۳ آوریل ۱۹۰۸ – ۷ اوت ۱۹۵۸) بازیگر اهل لهستان بود.
از فیلم‌ها یا مجموعه‌های تلویزیونی که وی در آن‌ها نقش داشته‌است می‌توان به قلب مادر، رنا و علف جاروب اشاره نمود.